# Solís de Mataojo
Solís de Mataojo est une ville et une municipalité de l'Uruguay située dans le département de Lavalleja. Sa population est de 2 676 habitants.

## Histoire
La ville a été fondée le 12 août 1874 par Lázaro Cabrera.

## Population
| Année | Population |
| ----- | ---------- |
| 1963  | 1 915      |
| 1975  | 1 750      |
| 1985  | 2 052      |
| 1996  | 2 509      |
| 2004  | 2 676      |

Référence,.

## Gouvernement
Le maire (alcalde) de Solís de Mataojo est Jorge Fernández.